# Cladonia pocillum
Cladonia pocillum (Ach.) O.J. Rich. (1803), è una specie di lichene appartenente alla famiglia Cladoniaceae,  dell'ordine Lecanorales.
Il nome proprio deriva dal latino pocillum, che significa piccola coppa, tazzina, ad indicare la forma degli apoteci.

## Descrizione
Il tallo primario ha poche squamule, che stanno appressate al substrato e tutte insieme formano una crosticina di colore bruno e di forma lobata ai margini. I podezi sono poco sviluppati ed irregolari. Confondibile facilmente con C. pyxidata, da cui può essere distinta solo con accurato studio, e con C. fimbriata e C. chlorophaea.
Il fotobionte è principalmente un'alga verde delle Trentepohlia.

## Distribuzione e habitat
Questa specie è molto diffusa nella regione olartica. Si rinviene soprattutto su terreni calcarei asciutti e in compagnia di Briofite in praterie e garighe. Predilige un pH del substrato con valori intermedi fra subneutro e basico fino a basico puro. Il bisogno di umidità è xerofitico.
La specie è cosmopolita, ed è stata rinvenuta nelle seguenti località:
- Canada (Yukon, Columbia Britannica, Nunavut, Ontario, Manitoba, Terranova, Labrador, Québec (provincia), Alberta, Saskatchewan);
- Germania (Schleswig-Holstein, Renania-Palatinato, Baviera);
- USA (New York, Distretto di Columbia, Connecticut, Maine, Michigan, Vermont, Virginia Occidentale, Alaska, Colorado, Minnesota, Nuovo Messico, Dakota del Nord, Wisconsin);
- Spagna (Cantabria, Castiglia e León);
- Iran (Mazandaran);
- Cina (Hubei, Heilongjiang, Shaanxi, Sichuan, Xinjiang, Xizang, Yunnan, Tibet);

Albania, Andorra, Antartide, Argentina, Austria, Bhutan, Bolivia, Cile, Cipro, Creta, Danimarca, Estonia, Etiopia, Finlandia, Georgia del Sud, Giappone, Groenlandia, Irlanda, Islanda, Isola Bouvet, Isole Canarie, Isole Capo Verde, Isole Svalbard, Isole Orcadi meridionali, Isole Azzorre, Israele, Kenya, Lituania, Madera, Mongolia, Norvegia, Nuova Zelanda, Paesi Bassi, Papua Nuova Guinea, Perù, Polonia, Portogallo, Regno Unito, Repubblica Ceca, Sandwich Australi, Serbia, Svezia, Tagikistan, Tanzania, Tunisia, Turchia, Uganda, Ungheria, Venezuela.
In Italia è fra le specie di Cladonia più diffuse:
- Valle d'Aosta - molto comune nelle valli, poco comune nelle zone più montuose.
- Trentino-Alto Adige - molto comune nelle valli, poco comune nelle zone più montuose.
- Piemonte - estremamente comune, tranne che lungo l'arco alpino, dove è comune.
- Liguria - estremamente comune
- Lombardia - estremamente comune nella parte settentrionale, comune lungo l'arco alpino, estremamente rara nelle zone padane.
- Veneto - estremamente comune nella parte settentrionale, molto rara nelle zone padane.
- Friuli - estremamente comune nella parte settentrionale, rara nella parte meridionale.
- Emilia-Romagna - molto comune nelle zone appenniniche, estremamente rara nelle zone padane.
- Toscana - molto comune nelle zone costiere, estremamente comune altrove.
- Lazio - molto comune nelle zone costiere, estremamente comune altrove.
- Campania - molto comune nelle zone costiere, estremamente comune altrove.
- Calabria - molto comune nelle zone costiere, estremamente comune altrove.
- Sicilia - molto comune nelle zone costiere, estremamente comune altrove.
- Basilicata - molto comune nelle zone costiere, estremamente comune altrove.
- Puglia - molto comune nelle zone costiere, estremamente comune altrove.
- Marche - estremamente comune.
- Abruzzi - estremamente comune.
- Umbria - estremamente comune.
- Molise - estremamente comune.
- Sardegna - estremamente comune, tranne che in alcune zone costiere, dove è comune.[2]

## Tassonomia
Questa specie è attribuita alla sezione Cladonia; a tutto il 2008 non ne sono state identificate forme, sottospecie e varietà.